# Akhoca, Keşan
Akhoca là một xã thuộc huyện Keşan, tỉnh Edirne, Thổ Nhĩ Kỳ. Dân số thời điểm năm 2011 là 514 người.